# Peter Šrámek
Peter Šrámek (Vágsellye, 1993. szeptember 16. –) Magyarországon élő, magyar nyelven éneklő, Fonogram-díjas szlovák származású magyar énekes.

## Életpályája
2007-ben szerepelt a Slovenská Televízia Môj najmilší hit című vetélkedőjének döntőjében. Tanulmányait a pozsonyi zenei konzervatóriumban folytatta, ahol 2015-ben végzett.
Zámbó Jimmy művészete nagy hatással volt rá, Jimmy iránti tisztelete miatt tanult meg magyarul, szinte akcentus nélkül. Magyarországon a Rising Star vetélkedőben bejutott a Top 12-be, és végül a 3. helyezést érte el. Azóta gyakran szerepel a magyar bulvársajtóban. A Sztárban sztár +1 kicsi első évadában Bari Lacival együtt szerepelt (2016–2017).
2022-ben megnyerte a Csináljuk a fesztivált! című zenés show-műsor 7. évadát.
A szintén 2022-ben képernyőre került A Király című filmsorozatban Zámbó Jimmy énekhangjaként vállalt szerepet, aminek érdekében másfél évig gyakorolt, hogy a dalokat akcentus nélkül legyen képes magyar nyelven elénekelni.
2024-ben megnyerte a Sztárban sztár All stars-t.

## Elismerések
- Szenes Iván-díj (2024)

## Eredményei
- Rising Star: 3. hely (2015)
- Sztárban sztár 3. évad: 2. hely (2015)
- A nagy duett 4. évad: 2–3. hely Keleti Andreával együtt (2016)
- Csináljuk a fesztivált! 7. évad: 1. hely (2022)
- Sztárban sztár All stars: 10. évad 1.hely (2024)